# Médaille du couronnement de Charles III
La médaille du couronnement de Charles III est une médaille commémorative créée en 2023 pour marquer le couronnement de Charles III et de Camilla Shand comme roi et reine consort du Royaume-Uni et des autres royaumes du Commonwealth.

## Royaume-Uni

### Description
La médaille est en maillechort. L'avers représente une effigie couronnée du roi et de la reine, tournés vers la gauche.
Le revers montre le monogramme royal de Charles III surmonté de la couronne Tudor, d'une couronne de laurier et de la date du couronnement, le 6 mai 2023.

### Éligibilité
Peuvent se voir décerner la médaille du couronnement de Charles III, :
- les personnes qui ont activement contribué aux manifestations officielles du couronnement dans l'abbaye de Westminster et aux processions, ainsi qu'à d'autres cérémonies officielles reconnues du couronnement ;
- les membres actifs des forces armées qui ont accompli cinq années civiles complètes de service le 6 mai 2023 ou qui participent aux événements du couronnement des forces armées au cours de l'année 2023 ;
- le personnel des services d'urgence de première ligne qui a été rémunéré, retenu ou bénévole, et qui s'occupe des urgences dans le cadre de ses conditions de service, et qui a accompli cinq années civiles complètes de service le 6 mai 2023 ;
- le personnel des services pénitentiaires qui est employé par l'État et qui a accompli cinq années civiles complètes de service le 6 mai 2023 ;
- les personnes vivantes qui ont reçu la Croix de George ou la Croix de Victoria.

## Canada
Le gouvernement du Canada a annoncé son intention d'attribuer 30 000 médailles du couronnement à des Canadiens qui ont apporté une contribution importante au pays, à une province, à un territoire, à une région ou à une communauté, ou qui ont accompli à l'étranger quelque chose qui fait honneur au Canada.